# David Romann
David Romann est un ancien joueur français de volley-ball né le 4 mai 1970 à Mulhouse (Haut-Rhin). Il mesure 1,93 m et joue réceptionneur-attaquant, mais a aussi joué libero. Il totalise 120 sélections en équipe de France.

## Clubs
| Club                | Pays   | De        | À         |
| ------------------- | ------ | --------- | --------- |
| Arago de Sète       | France | 1989-1990 | 1991-1992 |
| Montpellier UC      | France | 1997-1998 | 2002-2003 |
| Avignon Volley-Ball | France | 2003-2004 | 2004-2005 |
| Montpellier UC      | France | 2005-2006 | 2006-2007 |
| AS Orange Nassau    | France | 2007-2008 | 2009-2010 |

## Palmarès
Vainqueur du Challenge du comité de Vaucluse 2013

## Compétitions
Il a également fait partie de l'équipe de France de volley-Ball lors des jeux olympiques de Barcelone, en 1992.